# Pueblo Nuevo (Manabí)
Pueblo Nuevo (span. für „Neues Dorf“) ist eine Ortschaft und eine Parroquia rural („ländliches Kirchspiel“) im Kanton Portoviejo der ecuadorianischen Provinz Manabí. Die Parroquia besitzt eine Fläche von 36,54 km². Die Einwohnerzahl lag im Jahr 2010 bei 3169. Pueblo Nuevo war ursprünglich ein Recinto in der Parroquia Riochico. Am 24. Februar 1953 wurde die Parroquia Pueblo Nuevo gegründet.

## Lage
Die Parroquia Pueblo Nuevo liegt am Westrand der Cordillera Costanera knapp 30 km von der Pazifikküste entfernt. Der Hauptort Pueblo Nuevo befindet sich auf einer Höhe von 148 m 18 km ostnordöstlich der Provinzhauptstadt Portoviejo. Die Fernstraße E38 (Portoviejo–Chone) führt durch das Verwaltungsgebiet und an dessen Hauptort vorbei. Das Areal bildet das obere Einzugsgebiet eines kleinen rechten Nebenflusses des Río Chico, der das Areal in westsüdwestlicher Richtung entwässert.
Die Parroquia Pueblo Nuevo grenzt im Norden an den Kanton Rocafuerte, im Osten an den Kanton Junín, im Süden an die Parroquia Abdón Calderón sowie im Westen an die Parroquia Riochico.